# Pyrgocorypha gracilis
Pyrgocorypha gracilis är en insektsart som beskrevs av Liu, Xiangwei 1997. Pyrgocorypha gracilis ingår i släktet Pyrgocorypha och familjen vårtbitare. Inga underarter finns listade i Catalogue of Life.